# Deutsche Blindenstudienanstalt
Die Deutsche Blindenstudienanstalt e. V. (blista) in Marburg ist eine auf die speziellen Bedürfnisse von blinden und sehbehinderten Menschen ausgerichtete Bildungseinrichtung, die verschiedene Schul- und Berufsabschlüsse anbietet. Zu ihr gehört auch das einzige grundständige Gymnasium für Schüler mit Blindheit und Sehbehinderung in Deutschland ab Klasse 5. Die seit 1916 existierende, auf Carl Strehl zurückgehende Institution hat sich aus kleinen Anfängen zum Kompetenzzentrum für Menschen mit Blindheit und Sehbehinderung in der Bundesrepublik Deutschland und darüber hinaus entwickelt.
Der derzeitige Vorstand besteht aus Patrick Temmesfeld (Vorsitzender) und Maarten Kubeja (stellvertretender Vorsitzender).(Stand: August 2022)
Zuvor war Claus Duncker von 2007 bis 2022 Vorsitzender der blista. Sein Vorgänger war von 1978 bis 2007 Jürgen Hertlein.

## Geschichte

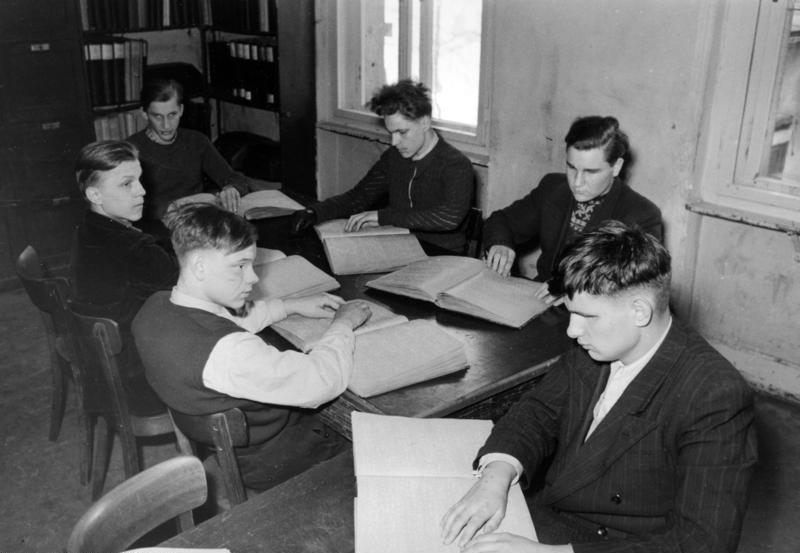
Deutschunterricht, Bücher mit Brailleschrift, 1953

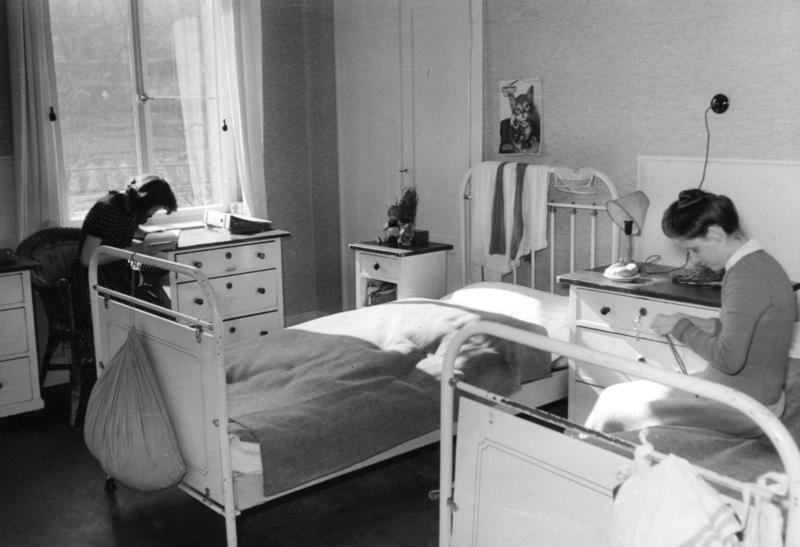
Schlafraum der Blindenstudienanstalt, 1953

Während des Ersten Weltkrieges kehrten viele junge Männer mit Sehbehinderungen oder totaler Blindheit heim. Diesen war – aufgrund ihrer Behinderung – nahezu kein Zugang zur Berufswelt mehr möglich. Der damalige Direktor der Marburger Universitäts-Augenklinik, Alfred Bielschowsky, richtete 1915 Kurse ein, um Kriegsblinden Zugang zu Hilfsmitteln und das Erlernen von Blindentechniken zu ermöglichen. Er beauftragte den damaligen Studenten Carl Strehl, die Kurse zu leiten. Gemeinsam gründeten sie den Verein der blinden Akademiker Deutschlands und nahmen unter anderem Kontakt zu Persönlichkeiten des preußischen Staates auf, um für Gelder und Unterstützung zu werben.
Am 17. September 1916 wurde in Berlin beschlossen, die Deutsche Blindenstudienanstalt in Marburg zu gründen. Den Vorsitz des Vereins übernahm Alfred Bielschowsky. An der Gründung beteiligt waren Vertreter des Vereins der blinden Akademiker Deutschlands, des Preußischen Kriegs- und Kultusministeriums, der Ophthalmologie und Mitglieder des Reichsausschusses für Kriegsbeschädigtenfürsorge. Es wurde ein Kuratorium gebildet und Carl Strehl ab 1. Oktober 1916 als Geschäftsführer der Institution angestellt.
Ein Förderer und Gönner dieser akademischen Unterrichtsanstalt für Erblindete an der Universität Marburg war der Geheimrat Emil Krückmann, nach dem die umfangreiche Bibliothek der Einrichtung benannt wurde.
Zunächst war die Integration von Kriegsblinden in das Arbeitsleben und das Nachholen von Schulabschlüssen das primäre Ziel der Einrichtung. 1921 wurde dann das Gymnasium auch offiziell anerkannt. Um jungen blinden Menschen eine qualifizierte Schul- und Berufsausbildung zu ermöglichen, wurden spezielle Lern- und Lehrmaterialien benötigt, welche durch die zeitgleich entstehende Blindenschriftdruckerei und die Bibliothek bereitgestellt wurden.
Carl Strehl, ab 1927 Direktor der Marburger Blindenstudienanstalt (zu deren Vorstand ab 1933 auch der Hygieniker Wilhelm Pfannenstiel, Vorsitzender der Marburger Ortsgruppe der Deutschen Gesellschaft für Rassenhygiene, gehörte) hatte vorgeschlagen, Blinde als Gutachter an den Sterilisierungsgerichten einzusetzen, da dadurch „den betroffenen Blinden ein Teil ihres unberechtigten Mißtrauens genommen“ werden würde.
Im Jahr 1954 wurde die erste Blindenhörbücherei in Deutschland gegründet. Mitte der 1970er-Jahre entstand die Rehabilitationseinrichtung für Blinde und Sehbehinderte (RES), die zu den bedeutendsten in Europa zählt. Sie bietet spezielle Beratungs- und Unterrichtsangebote in den Bereichen Lebenspraktische Fähigkeiten, Orientierung & Mobilität, EDV und Hilfsmittel, Low-Vision-Beratung und Sehhilfenanpassung. Zu ihr gehört auch die Blindentechnische Grundausbildung für Menschen, die durch Erkrankung oder Unfall erblinden, die Frühförderung von Kindern bis zum Schuleintritt und die Ausbildung von Rehabilitationslehrern.

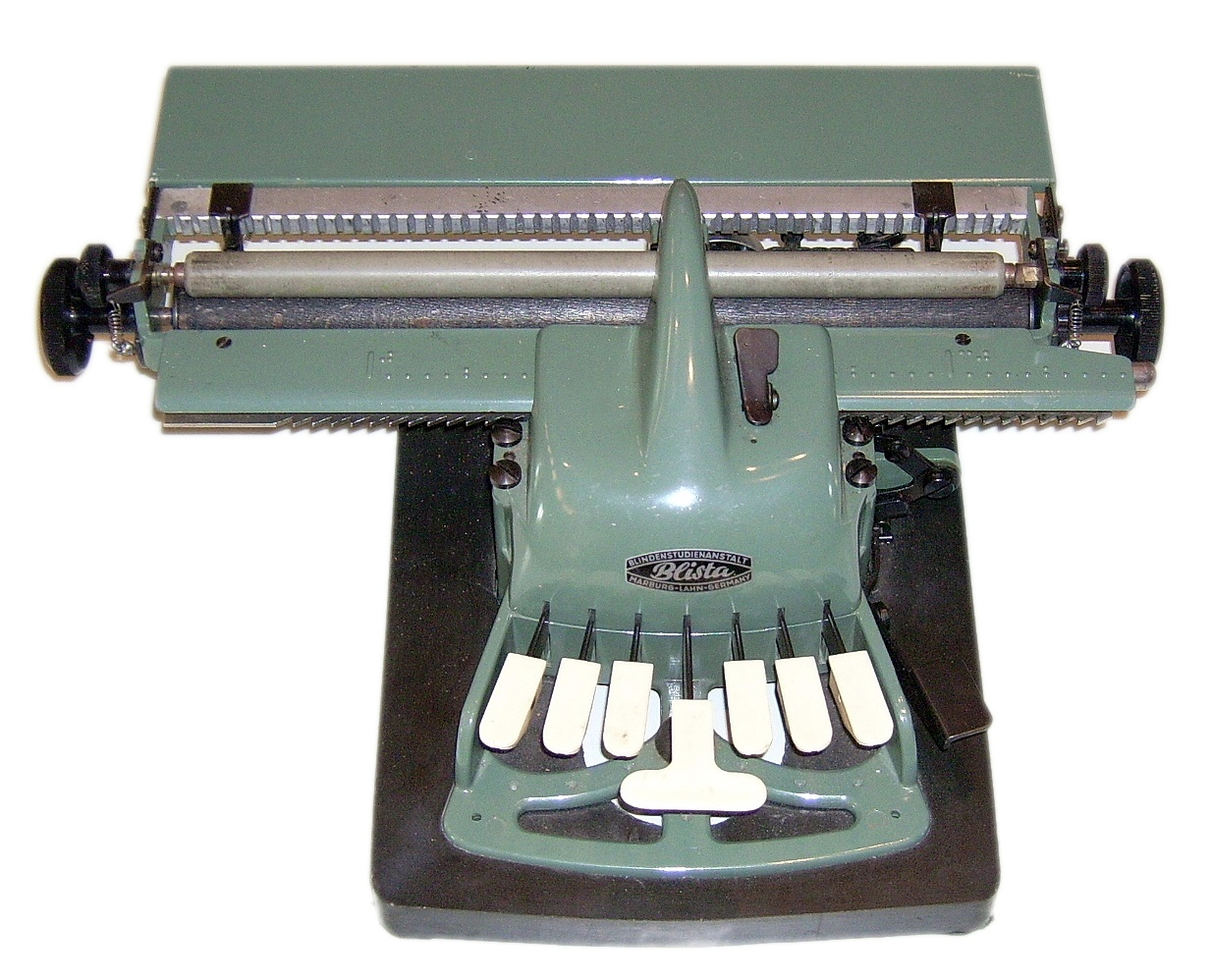
Blista-Punktschriftmaschine

Da die Schüler aus ganz Deutschland nach Marburg kommen, leben sie in einem Internat. Bereits seit den 1970er-Jahren ist das blista-Internat komplett dezentral organisiert, d. h. kein Schüler wohnt auf dem Schulcampus. In derzeit 35 Wohngruppen, die sich über die gesamte Innenstadt verteilen, leben Jungen und Mädchen zusammen. Die minderjährigen Schüler werden von Betreuern rund um die Uhr unterstützt. Die Volljährigen ziehen, wenn der notwendige Grad der Selbstständigkeit erreicht ist, in WGs um, in denen sie alleine wohnen, aber einen festen Ansprechpartner zur Unterstützung haben. Die Wohngruppen versorgen sich weitgehend selbst (Einkaufen, Kochen, Waschen etc.). Diese Wohnkonzeption fördert die Selbstständigkeit und Unabhängigkeit und soll auf ein eigenständiges Leben nach dem Besuch der blista vorbereiten.
1978 wurde die Carl-Strehl-Schule offiziell auch zum Gymnasium für sehbehinderte Schüler. In den letzten Jahrzehnten wurde das Bildungsangebot immer weiter ausgebaut. So entstand schon in den 1970er-Jahren eine Fachoberschule für Sozialwesen und in den 1980er-Jahren die Ausbildung zur Informatikkauffrau bzw. zum Informatikkaufmann. Seit September 2007 bildet die Deutsche Blindenstudienanstalt auch Fachinformatikern für Anwendungsentwicklung aus. Ab dem Ausbildungsjahr 2020/21 bietet die blista insgesamt sechs moderne Ausbildungen bzw. Umschulungen an (Kaufmann/-frau für Digitalisierungsmanagement, Kaufmann/-frau für Büromanagement, Kaufmann/-frau im E-Commerce, Fachinformatiker/-in für Daten- und Prozessanalyse, Fachinformatiker/-in für Anwendungsentwicklung, Fachinformatiker/-in für Systemintegration).
Auch die Universitätsstadt Marburg hat sich in besonderer Weise auf Menschen mit Behinderung eingestellt. Jede Ampel in der Marburger Innenstadt ist mit spezieller akustischer und taktiler Unterstützung ausgerüstet.

## Einrichtungen

### Carl-Strehl-Schule

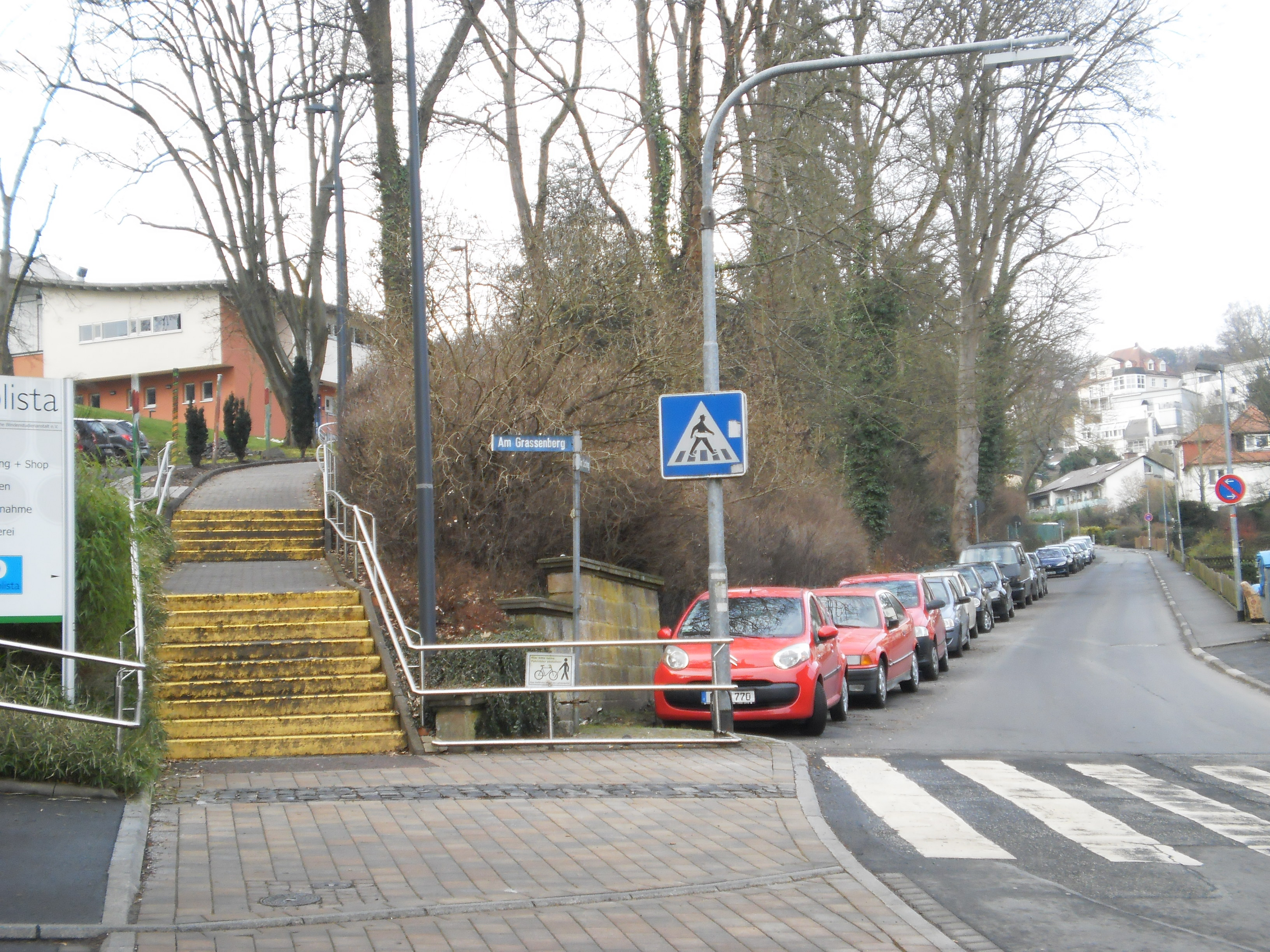
blista Am Grassenberg im Jahr 2016
Kurze Bildbeschreibung (ausführlicher auf Commons): An einem Zebrastreifen beginnt eine Treppe, die hoch zu den etwas oberhalb gelegenen Gebäuden führt.

Die Carl-Strehl-Schule ist eine staatlich anerkannte private weiterführende Förderschule und hat ein überregionales Beratungs- und Förderzentrum für Schüler mit Blindheit und Sehbehinderung. Sie beginnt mit der 5. Schulklasse und hat als Abschluss eine Berufsausbildung, das Fachabitur oder Abitur zum Ziel. Matthias Weström leitete die Schule bis Anfang Februar 2007, bis er von seinem Stellvertreter Joachim Lembke abgelöst wurde. Seit 2017 ist Peter Audretsch Schulleiter.
Im Jahr 1992 machte die erblindete Tochter des späteren Bundespräsidenten Horst Köhler, Ulrike Köhler, das Abitur an der Carl-Strehl-Schule.
Seit dem Schuljahr 2018/19 besuchen auch Schüler ohne Seheinschränkung das Carl-Strehl-Gymnasium. Nach intensiver Vorarbeit und sorgfältiger Abstimmung wurde die „Schule in Vielfalt“ 2018 durch das staatliche Schulamt genehmigt.

#### Schulzweige
- Gymnasium (AG)
- Berufliches Gymnasium (Fachrichtung Wirtschaft) (BG)
- Fachoberschule für Sozialwesen (FOS)
- Fachoberschule für Wirtschaft (FOW)
- Fachoberschule für Gesundheit (FOG)
- Berufsfachschule für Fremdsprachensekretariat (FSK)
- Berufsfachschule für Informationsverarbeitung und Wirtschaft (BIW)
- Berufsschule für Informatikkaufleute (IK) und Fachinformatiker (FI)

### Rehabilitationseinrichtung für Menschen mit Blindheit und Sehbehinderung
Die Palette der Aufgaben reicht von der Frühförderung über die berufliche Ausbildung bis hin zu Beratungsangeboten für Senioren. Kinder und Jugendliche, die von Geburt an behindert sind, gehören ebenso zur Klientel wie späterblindete Erwachsene, die sich mit Hilfe der Rehabilitation auf einen neuen Berufsstart vorbereiten.
In den beruflichen Ausbildungen werden unter anderem Fachinformatiker/-in für Anwendungsentwicklung, Fachinformatiker/-in für Systemintegration, Kaufmann/-frau für Büromanagement und Kaufmann/-frau E-Commerce ausgebildet. Dazu gibt es einen an die Carl-Strehl-Schule angegliederten Berufsschulzweig sowie eine Abteilung um praktische Fähigkeiten für den jeweiligen Berufe zu trainieren.
Fachkräfte für Blinden- und Sehbehindertenrehabilitation schulen Kinder, Jugendliche und Erwachsene in den Bereichen Orientierung und Mobilität (O&M) und/oder in Lebenspraktischen Fähigkeiten (LPF). Im Mittelpunkt steht das Ziel einer autonomen und selbstbestimmten Lebensführung.
Die staatlich anerkannten Fachschule der blista für Fachkräfte der Blinden- und Sehbehindertenrehabilitation ist bundesweit einmalig. Die Vollzeitausbildung dauert ab dem Weiterbildungsdurchgang 2020 zwölf Monate. Die Teilnehmenden wählen dabei einen der beiden möglichen Schwerpunkte: Orientierung und Mobilität (O&M) oder Lebenspraktische Fähigkeiten (LPF).

### Internat
Das Internat ist mit seinen Wohngruppen dezentralisiert. Die derzeit 35 Wohngruppen des Internates haben ihren Standort im Kernstadtbereich der Stadt Marburg. Nur ein kleiner Teil der Wohngruppen befindet sich in der Nähe des Schulgeländes (7). Die Wohngruppen sind nach Alter und verschiedenen Bedarfen der Schüler binnendifferenziert. Hierzu gibt es verschiedene Wohngruppenformen:
- Eingangsstufen-WG für Schüler der 5. bis 6. Klasse; sie sind nahe der Schule gelegen, die Betreuer arbeiten zumeist im Doppeldienst und werden zudem durch einen jungen Menschen im FSJ unterstützt.
- Altersgemischte WG ab Klasse 7, auf Wunsch bis zum Schulabschluss. Die Betreuung beinhaltet die Nachtbereitschaft und die Wochenenden.
- Quereinsteiger WG ab Klasse 11, auf Wunsch bis zum Schulabschluss. Betreuung gleichfalls mit Nachtbereitschaft und an den Wochenenden.
- Selbstständigen Wohngruppe für die selbstständigen und volljährigen Schüler. Hier schaut ein Sozialpädagoge an ca. zwei Tagen der Woche vorbei und bespricht Probleme und Anliegen. Die Schüler bewältigen ihren Alltag weitestgehend selbstständig.

### Deutsche Blinden-Bibliothek
Die Deutsche Blinden-Bibliothek stellt Bücher in Blindenschrift und Hörbücher auf DAISY-CDs zur kostenlosen Ausleihe zur Verfügung. Der Schwerpunkt ihrer Arbeit liegt bei Fach-, Sach- und wissenschaftlicher Literatur. Darüber hinaus produziert und veröffentlicht sie allwöchentlich die Hörversion des Nachrichtenmagazins „Der Spiegel“ – ebenfalls als DAISY-Ausgabe – sowie dessen monatlichen Ableger für Kinder, „Dein Spiegel“.

### Braille-Druckerei
Die Braille-Druckerei überträgt mit langjähriger Erfahrung Lehr-, Schul- und Sachbücher, wissenschaftliche Literatur, Belletristik und Gesetzestexte in tastbare Blindenschrift. Weitere Aufgabengebiete sind u. a. das Erstellen von Wahlschablonen für blinde und sehbehinderte Menschen sowie die Erstellung barrierefreier PDF-Dokumente und das Versehen von Visitenkarten mit Brailleschrift.

## Verbindung zum Elternhaus
Damit gerade die jungen Schüler den Kontakt zum Elternhaus nicht verlieren, fahren sie in der 5. Klasse jedes Wochenende nach Hause. In der 6. Klasse gibt es dreimal monatlich und ab der 7. Klasse in der Regel zweimal im Monat die Gelegenheit, nach Hause zu fahren. An zwei Samstagen im Monat ist Unterricht. Dies ist notwendig, weil zu dem umfangreichen schulischen Stoff noch eine individuelle Förderung hinzukommt.
Im Volljährigen-Alter wird es den Schülern freigestellt, wann sie ihr Elternhaus besuchen. Minimal müssen sie jedoch für vier Wochen während der Sommerferien nach Hause fahren. Während der sonstigen Ferien kann auf Antrag in der Wohngruppe verblieben werden, sofern die Schüler in einer Selbstständigen Wohngruppe wohnen.

## Freizeitgestaltung

### Arbeitsgemeinschaften
In zahlreichen Arbeitsgemeinschaften soll es den Schülern ermöglicht werden, ihre Neigungen und Fähigkeiten zu pflegen und zu vertiefen: Chor, Band-AG, Theater-Gruppen, Schach-AG u. a. m.: So erhielt die Carl-Strehl-Schule vier Mal in Folge die Auszeichnung Umweltschule in Europa, so entstanden der „Marburger Planetenlehrpfad“ entlang der Lahn und der Energielehrpfad auf dem blistaCampus.

### Sport
Im Rahmen der erfolgreichen Sehgeschädigten Sportgemeinschaft (SSG Blista Marburg)
- Judo: Dank einer Kooperation mit dem Verein SF Blau-Gelb Marburg e. V. trainieren hier sowohl Sehgeschädigte als auch Normalsehende zusammen.
- Leichtathletik
- Schwimmen
- Torball
- Goalball
- Blindenfußball

## Persönlichkeiten
Mitbegründer und Vorstände
- Alfred Bielschowsky – Mitbegründer und Direktor der blista (1916 bis 1923)
- Carl Strehl – Mitbegründer und Direktor der blista (1927 bis 1965)
- Karl Stargardt – Direktor der blista (1923 bis 1927)
- Anton Kerschensteiner – Vorsitzender der blista (1926 bis 1933)
- Wilhelm Pfannenstiel – Vorstandsmitglied (1933 bis 1945)
- Friedrich August Pinkerneil – nach dem Zweiten Weltkrieg zeitweise ehrenamtlicher Vorsitzender der blista

Schüler und Alumni
- Verena Bentele
- Erwin Brocke
- Erika Fleuren
- Konrad Gumbel (1886–1962), Politiker
- Johann König
- Sarah Pisek
- Noemi Ristau
- Wolfgang Sauer
- Hans Schohl ehemaliger Lehrer/Kunstpädagoge, Kinetische Kunst
- Hans-Eugen Schulze
- Sabriye Tenberken
- Vanessa Wagner